# Vivi Ann Lundeberg
Vivi Ann Lundeberg, född 4 december 1931 i Stockholm, död 30 december 2015 i Lidingö, var utbildad arkitekt SAR från KTH men blev mer engagerad inom jämställdshetsrörelsen med tiden. Hon var ordförande i Stiftelsen Kvinnor Kan, i Radio Q  samt i SeniorNet Sweden.

## Biografi
Vivi Ann Lundeberg avlade arkitektexamen vid Kungliga Tekniska högskolan 1960 och studerade också i två omgångar i USA vid bland annat Johns Hopkins University. Hon var anställd som arkitekt vid BJR arkitektkontor 1957–1964, utredare/konsult vid Institutet för sjukhusplanering (IFS) 1965–1975, delägare/verkställande direktör vid IFS 1976–1985 och drev det egna konsultföretaget IFS Funktionsplanerare AB från 1985. Hon uppgjorde sjukhusplaner bland annat för Akademiska sjukhuset samt för sjukhusen i Huddinge, Karlskrona och Karlshamn. Hon var projektsekreterare i Socialstyrelsens utredning "Sjukvårdens säkerhet i krig". 
Lundeberg var vidare ordförande i Stiftelsen Kvinnor kan 1985–1990 och arbetade med de mässor som syftade till att skapa gemensamma mötesplatser för kvinnor samt att visa kvinnors kompetens och kunskap. Hon var sedan ordförande i Radio Q 1992–1995. Det ideella engagemanget omfattade även Seniornet Sweden, vilket Lundeberg var med att grunda och där hon var ordförande 1997–1999.
Vivi Ann Lundeberg är gravsatt i minneslunden på Lidingö kyrkogård.

### Familj
Vivi Ann Lundeberg, även Vivi, ViviAnn eller Vivi-Ann, var dotter till konstnären Georg Lagerstedt och hans hustru Olga. 1953 gifte hon sig med arkitekt SAR Jan-Erik Lundeberg med vilken hon fick två döttrar.